# Lev Vlagyimirovics Rudnyev

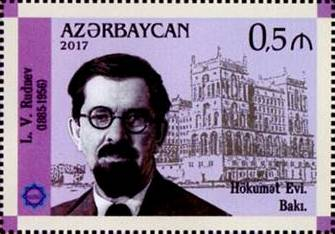
Rudnew egy azerbajdzsáni levélbélyegen, 2017

Lev Vlagyimirovics Rudnyev (orosz: Лев Владимирович Ру́днев) (Velikij Novgorod, 1885. március 13. – Moszkva, 1956. november 19.) szovjet építész, a sztálinista építészet egyik vezető építészmérnöke. A Szovjet Építészeti Akadémia akadémikusa.
Jelentős épületek tervezője a Szovjetunióban és Varsóban.

## Művei
Számos nagyszabású szovjet projekt tervezője volt, a fontosabb művei többek között:
- Frunze Katonai Akadémia Moszkvában (1939)
- Adminisztratív épület a Saposnyikov utcában (1934–1938)
- Igazgatási épület a Frunze rakparton (1938–1955)
- A Moszkvai Állami Egyetem főépülete (1949–1953). Talán ez a legismertebb épülete, amelyért 1949-ben Sztálin-díjat kapott.
- Az Azerbajdzsáni Szovjet Szocialista Köztársaság kormányháza Bakuban (1952-ben fejeződött be)
- Kultúra és Tudomány Palotája Varsóban (1952–1955)
- A Lett Tudományos Akadémia épületei Rigában (1953–1956)

## Galária

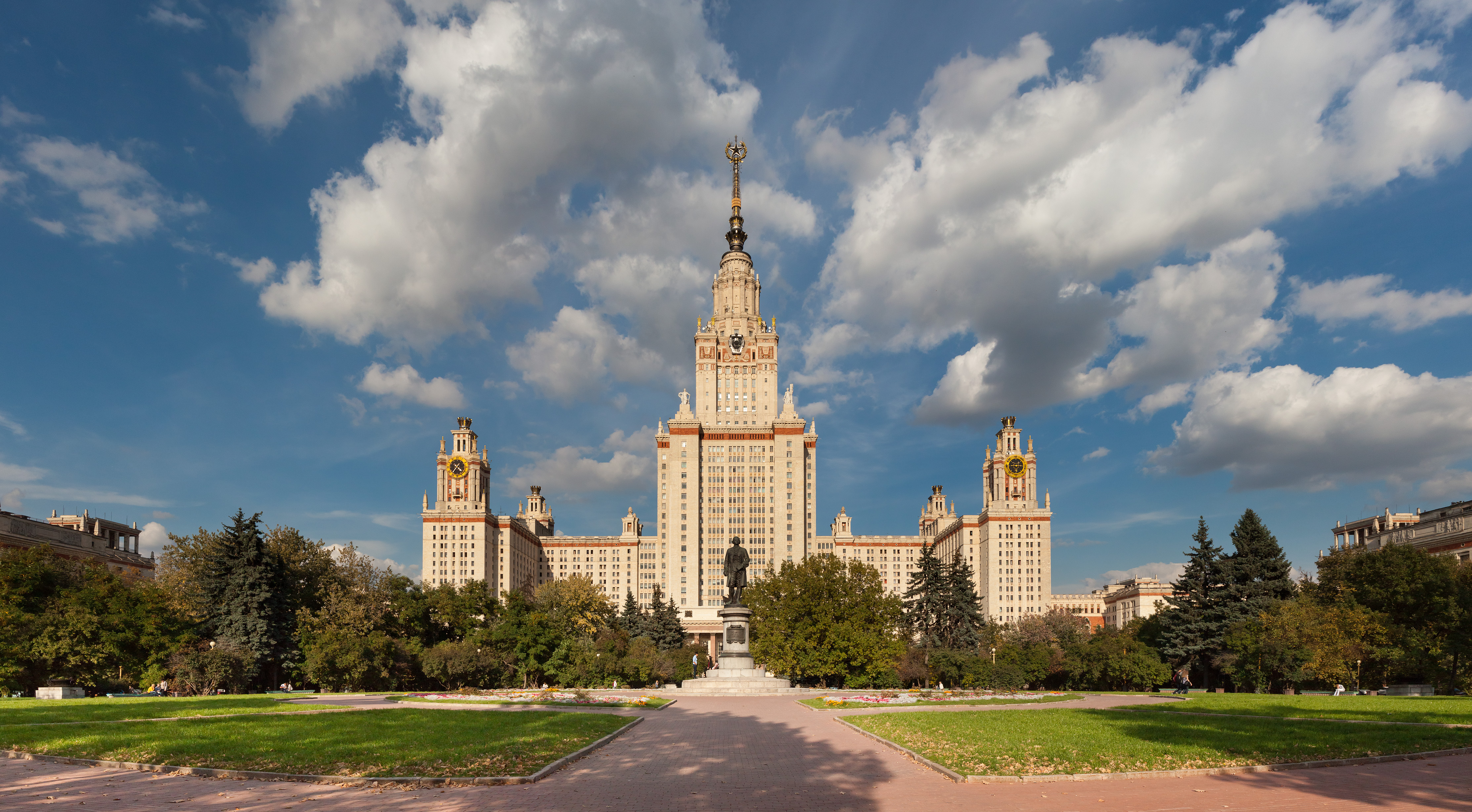
Moszkvai Állami Egyetem főépülete
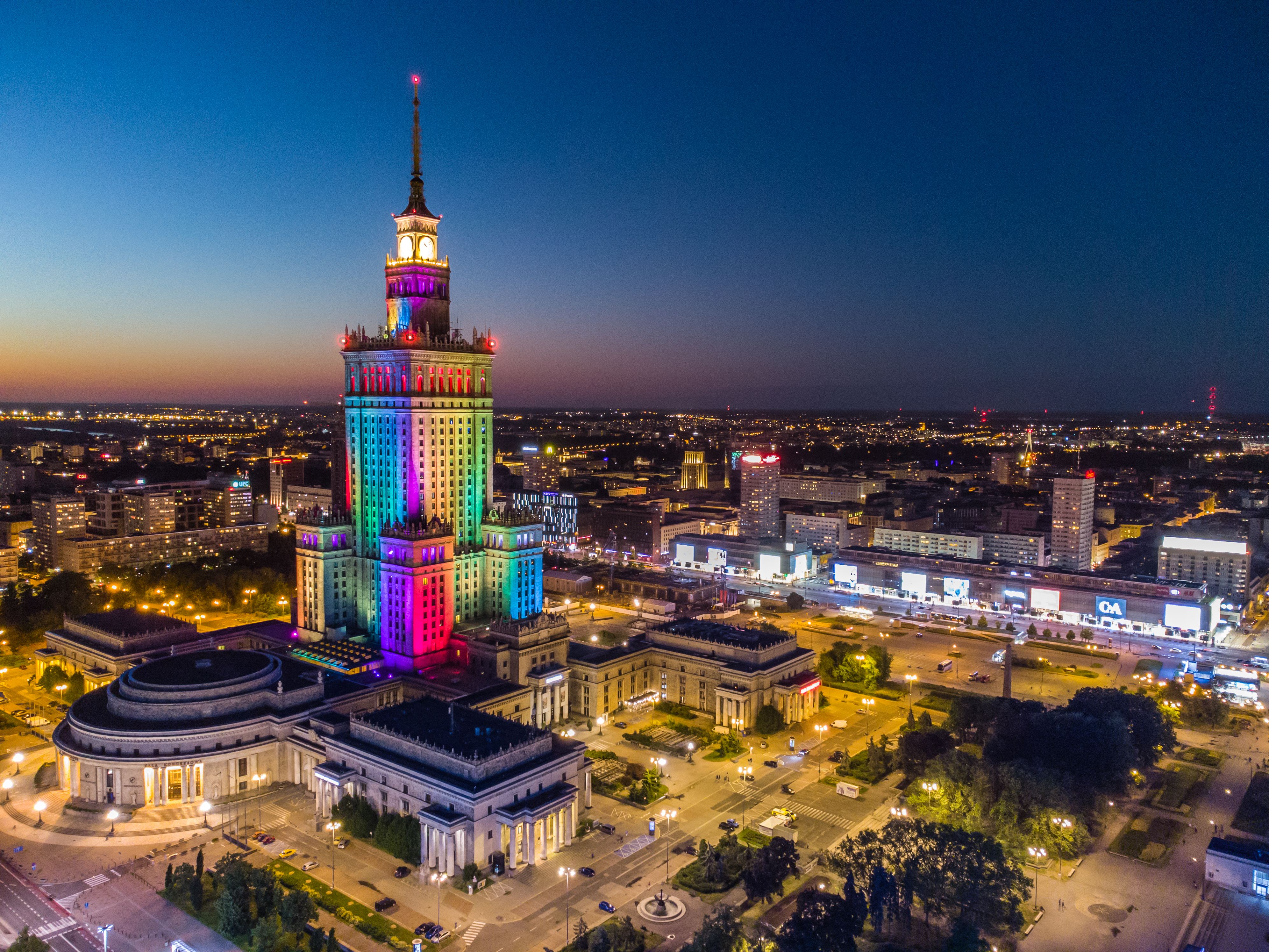
Kultúra és Tudomány Palotája
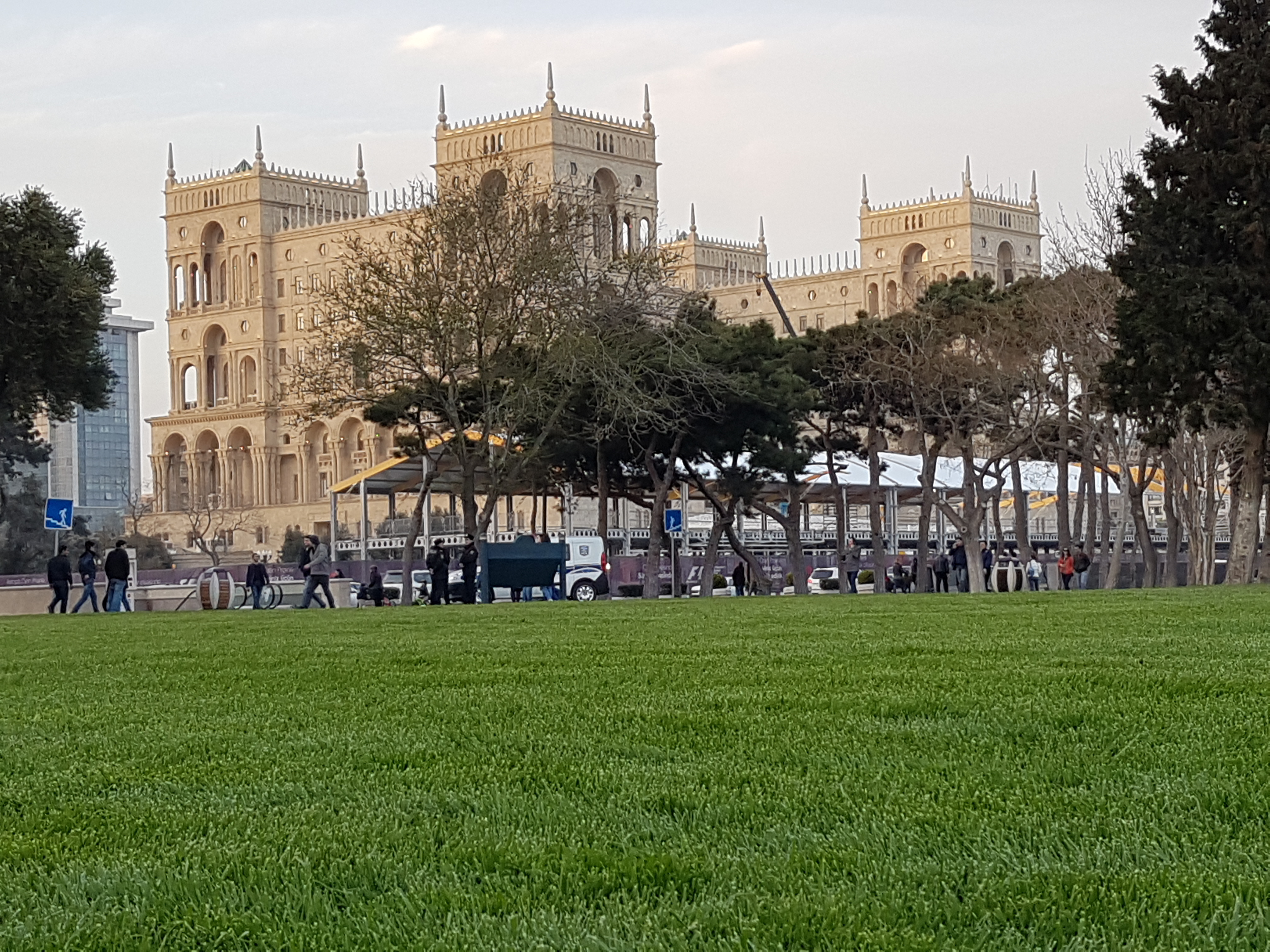
Azerbajdzsáni kormányház Bakuban
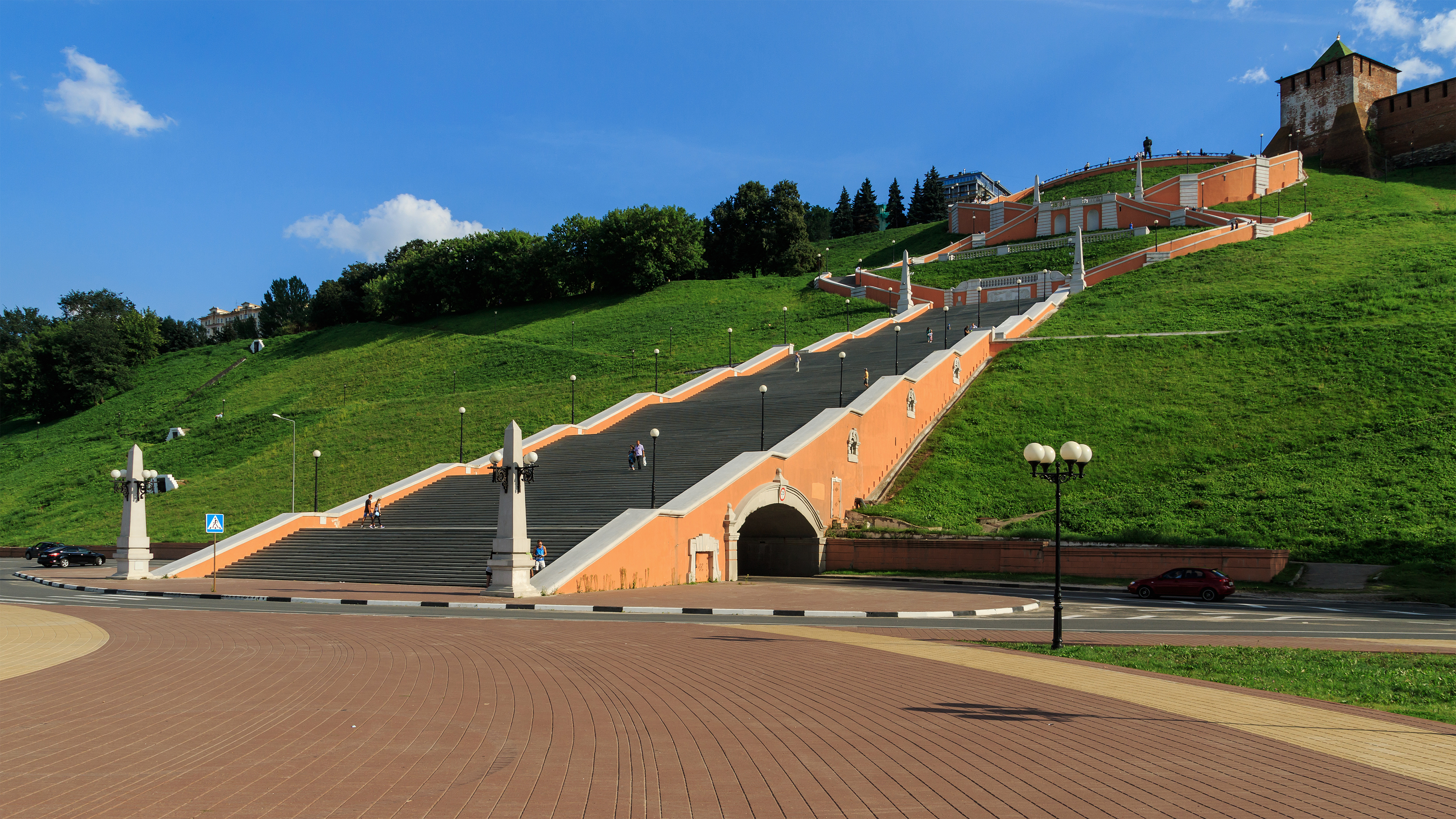
Cskalov lépcső Nyizsnyij Novgorodban
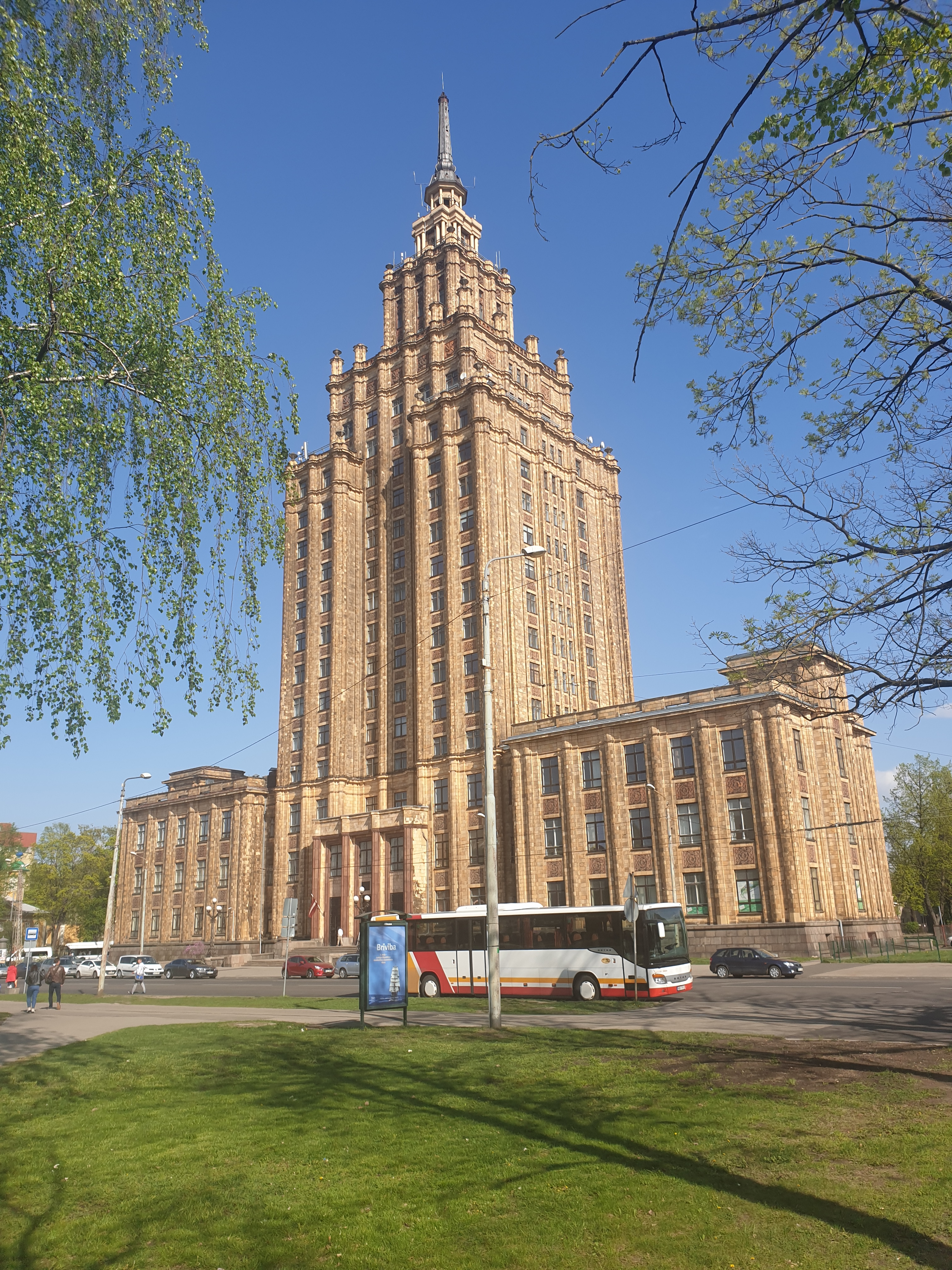
Tudományos Akadémia épülete Rigában